# Pardosa uiensis
Pardosa uiensis là một loài nhện trong họ Lycosidae.
Loài này thuộc chi Pardosa. Pardosa uiensis được Esyunin miêu tả năm 1996.